# Antillotrecha iviei
Antillotrecha iviei är en spindeldjursart som beskrevs av Armas 1994. Antillotrecha iviei ingår i släktet Antillotrecha och familjen Ammotrechidae. Inga underarter finns listade i Catalogue of Life.